# Jasné ráno
Jasné ráno (1970, Sing Down the Moon) je dobrodružný román pro mládež od amerického spisovatele Scotta O'Della, ve kterém autor na pozadí příběhu patnáctileté navažské dívky Jasné ráno zobrazuje nelehký osud indiánského kmene Navahů v šedesátých letech 19. století. Kniha získala roku 1971 cenu Newbery Honor, jednu z nejprestižnějších cen za dětskou literaturu ve Spojených státech.

## Děj
Vypravěčem příběhu je mladičká indiánská dívka jménem Jasné ráno, která žije se svým kmenem Navahů v kaňonu de Chelly v Arizoně. Je se svou kamarádkou Běžící pěnicí unesena Španěly a prodána jako služka do bělošské rodiny v jednom městě. Podaří se jí s pomocí další služky Nehany společně s Bílou pěnicí uprchnout. Jsou pronásledováni třemi Španěly, ale naštěstí narazí cestou na indiána z jejich kmene jménem Vysoký hoch, který jim pomůže a jednoho ze Španělů dokonce zabije. Sám je však postřelen, což Jasné ráno velmi trápí, protože jej považuje za svého budoucího muže. Sice se uzdraví, ale nemůže pohnout jednou rukou, takže již není považován za bojovníka.
Jednoho dne se v indiánské vesnici tři vojáci z pevnosti Dlouhých nožů (tak říkali indiáni americkým vojákům podle dlouhých bodáků připevněných na jejich puškách) a přečtou jim příkaz od svého velitele, ve kterém se lid kmene Navahů se vyzývá, aby sebral svůj majetek a opustil kaňon. Indiáni se rozhodnu uprchnout do hor a skrýt se. Jen Velký hoch je marně nabádá k boji.
Vojáci indiánskou vesnici vypálí, zničí indiánské ovocné sady, zničí úrodu na jejich polích, Když ukrytým indiánům dojde voda a zásoby jídla, musí se nechat od vojáků zajmout, Ti je donutí opustit kaňon. Tak začal počátkem března roku 1864 tzv. Dlouhý pochod Navahů do nehostinné rezervace Bosque Redondo u Fort Summeru v Novém Mexiku
Na osmnáctidenním pochodu dlouhém pět set kilometrů je kmen postižen hladomorem a především staří lidé a děti umírají. V rezervaci indiáni, vytržení ze svého prostředí a navyklého způsobu života, podléhají apatii. Především muži jen tak posedávají a hovoří mezi sebou a nejsou schopni žádného činu. Jasné ráno však jde za svým cílem. Vezme si Vysokého hocha za muže a také se chce vrátit do rodného kaňonu. 
V rezervaci kromě Navahů žijí také Apačové. Oba kmeny se nesnáší a dochází mezi nimi k rozmíškám. Při jedné z nich zlomí Vysoký hoch jednomu Apačovi ruku. Je zatčen a odveden do pevnosti. Podaří se mu uprchnout a Jasné ráno jej přesvědčí, aby se společně vrátili do kaňonu de Celly, protože chce, aby se její dítě narodilo na svobodě.

## Česká vydání
- Jasné ráno, Albatros, Praha 1980, přeložila Magda Hájková.